# 盖尔·吉韦
盖尔·吉韦（法語：Gaël Givet，1981年10月9日—），是一名法國職業足球員，司職後衛。

## 生平

### 摩納哥
基維乃摩納哥一手培訓出來的球員，曾是2004年歐冠杯亞軍成員之一。2004年後擔任隊長一職。2006年他入選了法國國家隊出戰世界杯，雖然獲得亞軍，但並沒有正選上陣。

### 馬賽
2007年夏季他轉投了法甲另一支球會馬賽，轉會費為500萬歐羅。然而在球會打了一季，他與主教練格雷茨產生不和，因而於2008-09年上半球季沒有上陣過任何比賽。

### 布力般流浪
2009年1月15日基維被外借到英超球會布力般流浪直到球季結束，並有優先收購權。5月26日布力般流浪正式收購基維，作價350萬英鎊，簽約四年。

## 榮譽
- 歐洲聯賽冠軍杯亞軍：2004年；
- 世界杯亞軍：2006年；

## 外部連結
- （法文） 球員個人官方網站